# Tá na Manga
Tá na manga é uma premiada dupla de ilusionistas portugueses constituída por Gonçalo Jorge e Pedro Teixeira.

## História
A dupla formou-se em 2004 quando dois amigos ilusionistas se uniram para tentar criar um espectáculo original que aliasse o teatro, a música e o humor ao ilusionismo.
Juntos criaram o espectáculo “Tá na manga ao quadrado” que estreou na Sociedade de Instrução Guilherme Cossoul em 2008, e “Magia e etc. (não necessariamente nesta ordem)” que estreou em 2010 no Teatro da Comuna em Lisboa.
A dupla obteve onze prémios internacionais de ilusionismo, incluindo um prémio no Campeonato do Mundo de Magia FISM em Julho de 2012.
Outros prémios de relevo incluem o 1º prémio de Magia Geral no Campeonato de Magia de França em 2009, o 1º prémio no 27º Congresso de Magia de Bruxelas em 2009, o prémio do público no Memorial Frakson 2010 em Madrid e o IBM British Ring Shield no Reino Unido em 2011.
Em Outubro de 2011 foram distinguidos pela Academia Francesa de Ilusionistas com o troféu Mandrake d'Or.
Em Julho de 2011 actuaram no prestigiado Magic Castle de Hollywood.
Em Junho de 2013 actuaram no programa televisivo Le plus grand cabaret du monde, emitido pelas cadeias de televisão francesas France 2 e TV5 Monde.
Gonçalo Jorge e Pedro Teixeira são membros da International Brotherhood of Magicians e da Associação Portuguesa de Ilusionismo (que integra a Fédération Internationale des Sociétés Magiques).

## Prémios
- 2012: FISM World Championship of Magic - Fédération Internationale des Sociétés Magiques - 3º Prémio de Magia Geral;
- 2011: Troféu API - Associação Portuguesa de Ilusionismo;
- 2011: Mandrake d'Or - Académie Française des Illusionnistes;
- 2011: International Brotherhood of Magicians British Ring - British Ring Shield (1º Prémio de Magia de Palco);
- 2010: Sociedad Española de Ilusionismo - 2º Prémio de Magia Geral - Campeonato Espanhol de Magia - SEI;
- 2010: Circulo Mágico de Menorca CIMAPS - Prémio Especial de Magia Geral;
- 2010: Memorial Frakson - Prémio do Público (Prémio Páginas);
- 2010: Festival de Magia MagicValongo - 2º Prémio de Magia Geral;
- 2009: Fédération Française des Artistes Prestidigitateurs - 1º Prémio de Magia Geral - Campeonato Francês de Magia - FFAP;
- 2009: Royal Club des Magiciens de Bruxelles - 1º Prémio de Magia Geral - Campeonato de Magia de Bruxelas;
- 2009: Club Magico Italiano - 3º Prémio de Magia Geral - Campeonato Italiano de Magia - CMI.